# Prosper Jolyot de Crébillon
Pour les articles homonymes, voir Crébillon.
 (avril 2017).
Si vous disposez d'ouvrages ou d'articles de référence ou si vous connaissez des sites web de qualité traitant du thème abordé ici, merci de compléter l'article en donnant les références utiles à sa vérifiabilité et en les liant à la section « Notes et références ».
Prosper Jolyot de Crébillon né le 13 janvier 1674 à Dijon et mort le 17 juin 1762 à Paris, est un auteur dramatique français.
Souvent appelé « Crébillon père », pour le distinguer de son fils, lui aussi écrivain, dit « Crébillon fils », il fut le grand rival de Voltaire.

## Biographie

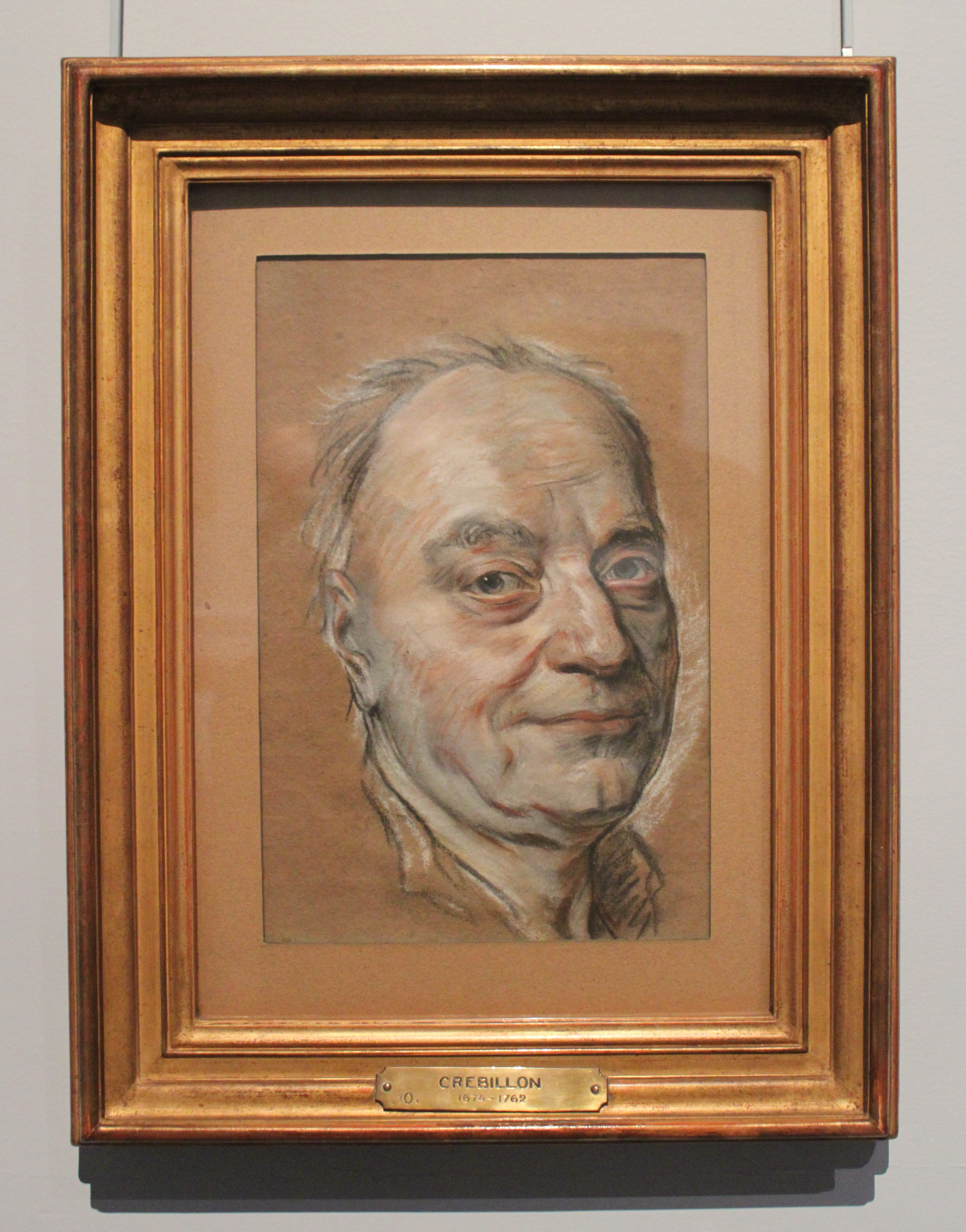
Portrait de Prosper Jolyot de Crébillon par Maurice Quentin de La Tour - Musée Antoine-Lécuyer - Saint-Quentin.

Fils de Melchior Jolyot, notaire, greffier en chef de la chambre des comptes de Bourgogne et de Bresse à Dijon, Prosper Jolyot de Crébillon (du nom du Crébillon, petit fief de la côte appartenant à son père) commença ses études au collège de Jésuites des Godrans dans sa ville natale, puis au collège de Pontlevoy (le 20 juillet 1690) et les poursuivit au collège Mazarin à Paris. Suivant le vœu de son père, il fut reçu avocat et trouva un emploi de clerc chez un procureur nommé Prieur. Le 31 janvier 1707, il épousa discrètement à la campagne une jeune fille de médiocre bourgeoisie, Marie-Charlotte Péaget, fille d’un maître-apothicaire de la place Maubert, alors enceinte de huit mois et qui donna naissance le 14 février à un fils, Claude Prosper qui fut lui-même écrivain. Le couple eut ultérieurement un second garçon, qui mourut en bas âge (1709-1713).
Le procureur Prieur, fils d’un ami de Scarron, fut frappé du goût de Crébillon pour le théâtre et l’exhorta à écrire des pièces. Crébillon hésita longtemps et finit par présenter une tragédie, La mort des enfants de Brutus, qui fut refusée. Cet échec le découragea mais, toujours poussé par son procureur, il composa une nouvelle tragédie, Idoménée, qui fut représentée en décembre 1705 et remporta un assez grand succès. Crébillon devint l’auteur tragique du moment, entre le règne de Racine, qui était mort en 1699, et celui de Voltaire, qui n’avait pas encore paru, au grand désespoir de Boileau qui, peu avant de mourir, se serait écrié : « J’ai trop vécu ; à quels Visigoths je laisse en proie la scène française ! Les Boyers et les Pradons que nous avons tant bafoués étaient des aigles auprès de ceux-ci. »
Après Idoménée, Crébillon donna Atrée et Thyeste en 1707, pièce remarquable, l’une des plus connues de l’auteur, Électre en 1708, Rhadamiste et Zénobie en 1711, qui remporta un très grand succès et passa pour son chef-d’œuvre, Xerxès en 1714, Sémiramis en 1717. Les deux dernières pièces furent accueillies froidement : Xerxès eut une seule représentation et Sémiramis, seulement sept. Crébillon en conçut un profond découragement et renonça au théâtre.
Ayant perdu son père, mort insolvable, il se débattit alors dans des difficultés d’argent, résultat de sa prodigalité, de son incurie, de son goût de l’indépendance et des plaisirs et de sa tendance à la rêverie. Il perdit sa femme (1711), ne trouva pas le secours qu’il attendait chez ses amis, et se jeta dans la misanthropie. Il vivait dans un grenier, entouré de chiens, de chats et de corbeaux, fumant sans cesse et ne voyant personne que son fils. Dans cette solitude, il s’occupait à composer dans sa tête, car il avait une excellente mémoire, des romans qu’il négligeait ensuite de coucher sur le papier. Il faisait d’ailleurs de même pour ses tragédies, qu’il composait dans sa tête et n’écrivait qu’au dernier moment.
En 1726, Crébillon donna avec succès une nouvelle tragédie, Pyrrhus (1726), qui appela de nouveau l’attention sur lui. On l’élut à l’Académie française en 1731 et à l’Académie de Rouen en 1754. Il innova dans la forme en composant son discours de réception en alexandrins. On en retint ce vers, qui fut vivement applaudi car il parut sincère : « Aucun fiel n’a jamais empoisonné ma plume. » En 1733, il fut nommé censeur royal de librairie pour les belles-lettres et l’histoire, puis en 1735 censeur royal des spectacles. En 1745, Madame de Pompadour lui fit attribuer une pension de 1 000 livres et une place de bibliothécaire du roi.
Ces faveurs visaient principalement à susciter un rival à Voltaire, qui avait déplu en lançant des poèmes galants célébrant les amours de Louis XV et de la favorite, et dont la réputation reposait alors avant tout sur ses tragédies. Les adversaires de Voltaire pressèrent Crébillon de donner de nouvelles tragédies. En définitive, il acheva et fit représenter son Catilina (1748), avec une grande magnificence. La cabale en assura le succès pendant 20 représentations, mais celui-ci ne se soutint pas quand la pièce fut imprimée, ni surtout quand Voltaire eut fait représenter sa Rome sauvée sur le même sujet. En 1754, la dernière tragédie de Crébillon, Le Triumvirat, fut accueillie froidement.
À sa mort en 1762, il laissa l’ébauche d’un Cromwell. Les comédiens de Paris organisèrent en son honneur un service funèbre auquel assistaient, avec les membres de l’Académie et beaucoup de littérateurs, un grand nombre de comédiens et comédiennes, au scandale de l’Église. Un mausolée fut commandé au sculpteur Jean-Baptiste Lemoyne pour l’église Saint-Gervais, où il ne fut toutefois jamais placé.

## Postérité littéraire

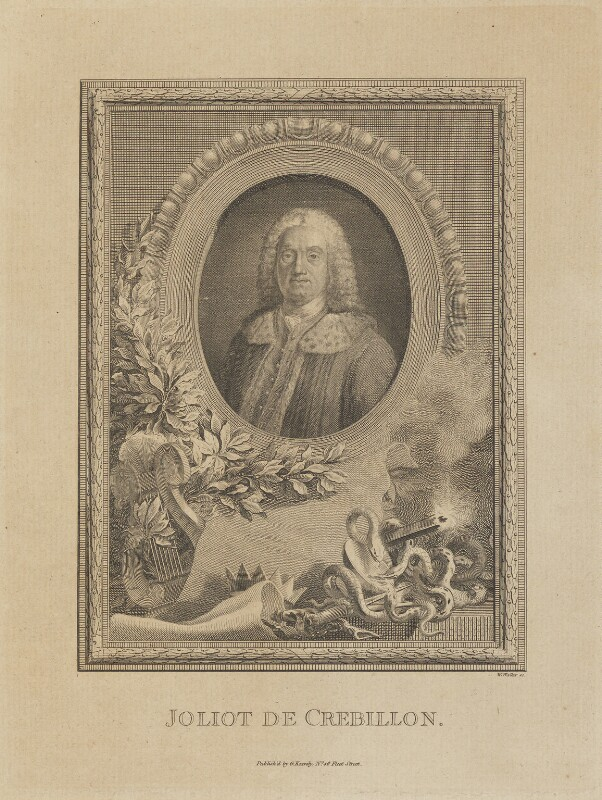
Portrait de Prosper Jolyot de Crébillon gravé par William Walker (c. 1773-1790, National Portrait Gallery, Londres.

Le théâtre de Crébillon tient une place importante dans l’histoire littéraire, à la fois par sa valeur propre et par les discussions dont il a fait l’objet. À une époque où les auteurs de tragédies cherchaient à imiter servilement Jean Racine, à l’image du baron Hilaire de Longepierre, dont il est intéressant de comparer la tragédie Électre, créée en 1702, à la pièce de Crébillon donnée quelques années plus tard sur le même sujet, Crébillon innova avec des pièces fondées moins sur la psychologie que sur une sorte de « tragique de situation », à coup de scènes d’horreur, de reconnaissances et autres coups de théâtre qui annoncent le mélodrame du XIXe siècle. « J’aime mieux encore, écrit-il dans la préface de Rhadamiste et Zénobie, avoir chargé mon sujet d’épisodes que de déclamations. »
Les pièces de Crébillon renferment des scènes saisissantes, et des vers bien frappés, énergiques, dont plusieurs sont passés en maximes. Mais elles ont également de graves défauts : des intrigues souvent très compliquées, difficiles à suivre, et une versification parfois incorrecte, souvent relâchée, un style dur, heurté, parfois obscur. Crébillon écrivait vite et avec peu de soin. Il avait une facilité incroyable : on raconte qu’il refit en vingt-quatre heures tout le dernier acte d’Idoménée qui, le soir de la première, n’avait pas plu au public. L’élégance n’était pas son souci, et sa culture mythologique et historique est souvent prise en défaut.
« Crébillon, écrit d'Alembert, a montré la perversité humaine dans toute son atrocité [...] Il a cru remplir par ce moyen un des deux grands objets que les Grecs regardaient comme le but de la tragédie, la terreur [...] Ce but général et unique des pièces de Crébillon leur donne un ton de couleur sombre par lequel elles se ressemblent toutes [...] Elles sont encore semblables par les moyens que l’auteur emploie pour produire des situations théâtrales ; les reconnaissances surtout sont un de ceux dont il fait le plus fréquent usage : mais rendons-lui du moins la justice d’avouer qu’il en a fait l’usage le plus heureux [...] Crébillon n’a guère que des vers heureux, mais des vers que l’on retient malgré soi, des vers d’un caractère aussi fier qu’original, des vers enfin qui n’appartiennent qu’à lui, et dont l’âpreté mâle exprime, pour ainsi dire, la physionomie de l’auteur. Si les détails de la versification ne souffrent pas chez lui l’examen rigoureux, si la lecture de ses pièces est raboteuse et pénible, l’énergie de ses caractères et le coloris vigoureux de ses tableaux produiront toujours un grand effet au théâtre. » Mais ses personnages manquent d’épaisseur et de vie, faisant de ses tragédies un assemblage étrange d’énergie et de fadeur, d’atrocités et d’inconsistance.

## Œuvres
- Idoménée, tragédie, 29 décembre 1705 (texte intégral sur la base Gallica)
- Atrée et Thyeste, tragédie, 14 mars 1707 (texte intégral sur la base Gallica)
- Électre, tragédie, 14 décembre 1708 (édition en ligne sur theatre-classique.fr)
- Rhadamiste et Zénobie, tragédie, 23 janvier 1711 (texte intégral sur la base Gallica)
- Xerxès, tragédie, 7 février 1714
- Sémiramis, tragédie, 10 avril 1717 (texte intégral sur la base Gallica)
- Pyrrhus, tragédie, 29 avril 1726 (édition en ligne sur theatre-classique.fr)
- Catilina, tragédie, 20 décembre 1748 (texte intégral sur la base Gallica)
- Le Triumvirat, ou la Mort de Cicéron, tragédie, 23 décembre 1754

Les œuvres de Crébillon ont été imprimées à l’Imprimerie Royale en 1750, 2 volumes in-4. On en a donné depuis une foule d’éditions. Les meilleures sont celles de Pierre Didot, 1812, 3 volumes in-8o, et de Antoine-Augustin Renouard, 1818, 2 volumes in-8o. Une édition critique de son théâtre effectuée par Magali Soulatges, est en cours de publication aux Classiques Garnier.